# Kwakwabangi
Een kwakwabangi (naam in Suriname) of nkpokpo (Congo) is een slaginstrument. Het bestaat uit een bankje dat met twee stokken wordt bespeeld.
Het bankje wordt in Suriname bespeeld tijdens wintirituelen en in kawinamuziek en heeft een overheersend karakter.